# Hebrejský Kristus. Jazyk a stáří evangelií
HEBREJSKÝ KRISTUS Jazyk a stáří evangelií je kniha významného francouzského katolického filosofa Claude Tresmontanta.
Kniha vyšla ve Francii poprvé v r. 1983 a dočkala se už několika vydání. Je to demytologizační práce. Její výsledky jsou ovšem paradoxní: evangelia nejsou pozdějšími produkty zhelénizovaných křesťanských společenství napsanými v řečtině, ale vznikla nedlouho po událostech na základě přímo pořizovaných záznamů. Původní hebrejské texty byly přeloženy do řečtiny.

## Shrnutí hlavních myšlenek knihy
Autor používá termín kalk, což je otrocký, doslovný překlad z druhého jazyka. Například kdyby Němec slyšel větu: Ich fühle mich unter dem Hund, tak by hned poznal, že tu větu neřekl Němec, ale Čech, protože to je otrocký překlad české fráze "cítím se pod psa", kterou Němec takto nikdy neřekne.
Podobně když Čech vidí větu: "Buď proklet, kdo obcuje se svou sestrou, dcerou svého otce nebo dcerou své matky," tak ví, že toto neřekl rodilý Čech, protože čeština používá sousloví "pokrevná sestra". Když navíc umí hebrejsky, tak je mu jasné, že toto je otrocký překlad z hebrejštiny - Deu 27, 22.
Tresmontant ukazuje na mnoha příkladech, že kdyby text Nového Zákona viděl rodilý Řek tehdejší doby, tak by podobně musel konstatovat, že toto není řečtina, že to je jen otrocky doslovný překlad nějakého hebrejského textu, který se nezachoval.
Zvyk takto otrocky překládat hebrejštinu do řečtiny měli podle autora Židé již z doby překladu Septuaginty, tzn. řeckého překladu hebrejského Starého Zákona z přibližně 2. století př. Kr. Proto Tresmontant prochází evangelia a vezme řecké slovo nějakého sporného textu a hledá, jak toto slovo překládali Židé v Septuagintě. Podobně najde paralelní texty dvou synoptických evangelií a ukazuje, že podle tehdejších překladatelských zvyklostí jsou toto dva legitimní překlady z jednoho originální hebrejského textu, který se nám nezachoval.
Tento originální způsob uvažování má dalekosáhlé teologické důsledky. Například první věta Janova evangelia zní "Na počátku bylo slovo". V řečtině logos. Tento termín odkazuje na řeckou tradici a dává tušit souvislost gnosi. Naopak Tresmontant argumentuje tím, že je to paralela prvního verše knihy Genesis Na počátku Bůh stvořil nebe i zemi. Bůh řekl, budiž země. Podle autora tedy toto slovo neodkazuje na řecké tradice, ale na to slovo, které Bůh vyslovil, které bylo u něho dříve než povstal svět a kterým stvořil svět. Toto slovo pak evangelista ztotožňuje s Ježíšem. Tedy ne řecká gnose, ale typicky hebrejský styl uvažování.

## Ukázka z textu knihy
První čtyři verše Lukášova evangelia vyvolávají dojem, že jsou napsány přirozenou, původní řečtinou.
Nepochybně právě díky těmto prvním řádkům se řada autorů už dlouho rozplývá chvalozpěvy nad Lukášem
helenistou, uhlazeným vzdělancem atd. Avšak od pátého verše až do konce už nejde o přirozenou řečtinu, ale o překlad, a to o překlad pořízený evidentně z hebrejských podkladů. A překladatelská metoda Lukášova je taková, že právě v jeho případě překlad bije mnohem více do očí než u Matouše, Marka a Jana.
Lukáš 1,6: "Byli spravedliví oba dva před tváří (hebrejsky le-panim) Boha. Chodili ve všech jeho přikázáních (hebrejsky micvot) a v Jeho ustanoveních. A nebylo u nich (hebrejština nezná sloveso mít, ale používá výrazu být u) dítě, neboť Elišeba byla neplodná a oba dva byli pokročilí ve svých
dnech..."
Kdyby řecký čtenář nebo čtenář odkojený řeckou kulturou četl obrat "byli oba dva pokročilí ve svých dnech", musel by mít nevyhnutelně pocit, že nastává soumrak řecké kultury.
Pro srovnání jak vypadá stejný text v Českém ekumenickém překladu:
LK 1, 6-7: Oba byli spravedliví před Bohem a žili bezúhonně podle všech Hospodinových příkazů a ustanovení. Neměli však děti, neboť Alžběta byla neplodná a oba již byli pokročilého věku.

## Kritika autorova přístupu
Výše nastíněný Tresmontantův přístup ovšem v moderní biblistice zůstává spíše okrajovou záležitostí. Např. filosof Jan Sokol ve své recenzi k jiné Tresmontanově knize (Otázky naší doby. Filosoficko-teologický slovník), píše: "Základní Tresmontantovou myšlenkou zůstává 'hebraismus', který jako mladý člověk kdysi pro sebe objevil: židovské kořeny evangelií a křesťanství. To už dnes není pro poučeného křesťana žádná novinka. Navíc co k ní Tresmontant za čtyřicet let práce přičinil, je většinou problematické. Tvrzení o hebrejských předlohách evangelií se v odborné diskusi občas objevuje, zůstává však hypotézou okrajovou a stále méně pravděpodobnou - podobně jako opačný názor, že Ježíš kázal řecky; je příznačné, že obojí většinou zastávají samouci."
K Tresmontantovu pojetí překladu se pak Jan Sokol v téže recenzi o několik odstavců dále vyjadřuje takto: "Zde se projevuje zásadní autorův omyl ohledně překladu a vztahu mezi dvěma jazyky, v případě Bible mezi hebrejštinou a řečtinou. Jazyk není logický systém jednoznačných označení, nýbrž každé slovo má různě široké významové pole. Úkolem překladatele tedy není přiřadit originálu ten správný ekvivalent, nýbrž vybrat slovo (případně obrat), které se s původním významem co nejlépe kryje. Autorovo opakované tvrzení o 'jednoznačném slovníku' a 'doslovnosti' je nesmysl, který naznačuje, že nikdy nic nepřekládal. Autoři řecké Septuaginty užívali k překladu téhož hebrejského výrazu až deseti různých řeckých slov, protože to při významové šíři hebrejských slov jinak nešlo. Naopak slovem diathéké překládali sedm hebrejských výrazů. Ostatně Židé své posvátné knihy také neoznačovali slovem berít, nýbrž tóra, o němž se Tresmontant nezmiňuje."